# 架刑的愛麗絲
《架刑的愛麗絲》是由由貴香織里創作的黑暗奇幻類型日本漫畫作品，於2014年1月28日開始在《ARIA》上連載，後來在2018年4月28日因《ARIA》停刊而移籍至《少年Magazine Edge》繼續連載，至同年9月15日正式完結，單行本全11卷。

## 劇作簡介
日本數一數二的財閥的久遠寺家是一個祟尚自由主義的家族，唯一的「傳統」是家族成員必須趕赴每月舉行一次的茶會，且絕對不能違背，其中參加者便包括久遠寺的四女「星」和長男「是乃」。在某一次茶會中，家主兼母親「織雅」突然宣佈為了慶祝是乃的生日，一眾兄弟姊妹須自相殘殺，直至剩下最後一個人為止，而該人即會成為久遠寺的下任當家。星後來遭遇二男「志度」，在頻臨遇害時被是乃所救，但後者卻反被前者以特異能力所殺，星在危急之際覺醒其身上的戰魂「血染的愛麗絲」，並殺死志度。為了復活最愛的哥哥是乃，星在無選擇下決定參與成為久遠寺家主的廝殺，自此賭上性命的生存遊戲揭開序幕。

## 登場人物

### 主要人物
久遠寺星（Stella Kuonji）
本作女主角。久遠寺家的四女。實為九重和織雅所生的同卵龍鳳胎的女孩，談吐舉止都為大小姐風格，屬於先斬後奏的類型，與是乃相依為命，也對其極為信賴與仰慕，甚至甘願放棄一切以復活他。
戰魂為「血染的愛麗絲」，讓其附身後會變得極其渴望殺戮，以各式槍械為武器，在緊急時候可以召喚「賈巴沃克」調動武器，到了後期時已學會控制殺人的欲望，並與戰魂成為朋友。
初時並不願意參與廝殺，為了令死過一次的是乃繼續生存才下定決心成為家主，後來逐一殺掉織雅和除厘流及是乃在外的所有兄弟姐妹，成為久遠寺家的當家。
久遠寺是乃（Zeno Kuonji）
久遠寺家的長男，星的義兄。為人正直溫柔，在進入久遠寺家前與星一起居住在福利院，實為「鷲宮教團」的間諜，代號為「灰」。
在廝殺一開始時為了保護她而被志度所殺，後來在星的要求下被復活，曾一度性情大變，在失去爭奪家主資格下成為廝殺的「仲裁者」。
真實身份是炸毀星和是乃所在客機的白髮少年，存活下來後與星和是乃一同在福利院生活，之後又在初始舞會時存活，因為忌妒而殺掉奄奄一息的是乃並繼承他的記憶，在後者無法復活後代替他成為星的「哥哥」。
九重月兔（Tsukito Kokonoe）
九重的孫子。擁有招魂的靈媒體質。性格陰沉膽小，但會不遺餘力地保護星，在九重遭受重傷後暫代其職，角色靈感來自於「白兔。
實為移植了九重和織雅所生的同卵龍鳳胎的男孩心臟的孩子，被九重保護下在一醫院長大，附身在其體內的所有靈魂實質上久遠寺歷代擁有的戰魂，勇敢正直的是乃便是其體內的其中一個靈魂，在初始舞會時被白髮少年所殺，後被九重復活，此後一直暗中保護星。

### 久遠寺家
日本數一數二的大財閥，在生技、化妝品等領域皆有涉足，家族祟尚自由主義，成員唯一需遵守的是參加每月一次的茶會。
家族成員皆有著食屍鬼血統，能夠透過「戰魂」使用特異的能力，但只要不每月喝在茶會提供的茶便會死去，家主本人有著長生不老之力，而家族的神體則掌控著日本的地脈，因此受日本政府畏懼和逼害，雙方最後達成協議，只要久遠寺家不讓神體發怒就相安無事，但前提是家主不能擁有直系子女，所有家族成員皆沒有血緣關係（除海和太陽外），現時的子女都是通過五年前的茶會的測試才存活下來。
久遠寺織雅（Olga Kuonji）
久遠寺家的家主。實際年齡76歲，但身形外貌皆看似只有30多歲。角色靈感來自於「紅心皇后」。
單戀著九重，並在違背家族與政府達成的承諾與他生下龍鳳胎後被剝奪家主資格，因此召開茶會，以是乃生日為藉口要求繼子女們自相殘殺，最終被星和月兔聯手所殺。
久遠寺細零（Sazare Kuonji）
織雅的丈夫與義弟，為前次家主決定戰的參加者之一，在織雅成為家主後被復活。角色靈感來自於「瘋帽客」。
在與織雅相親相受的表象下憎恨著殺死其深愛恩師的她，曾多次暗地協助星、是乃和月兔，最後在守備久遠家的次要神體時被是乃擄走，成為鷲宮教團的協助者。
久遠寺志度（Shido Kuonji）
久遠寺家的次男，有暴力傾向，喜歡收藏刀槍，討厭星和是乃。
戰魂為「開膛手傑克」，能夠將身體的骨頭化為刀刃，也可通過刀刃操縱「黑兔」。
在廝殺一開始時襲擊星，並殺掉前來保護星的是乃，但最後被「血染的愛麗絲」附身的星反殺，成為茶會第一位犧牲者，其右眼被是乃繼承。
久遠寺紅亞（Kurea Kuonji）
久遠寺家的三女，與星為好友，擅長手工和做點心，也是梅魯姆的照護者。
兒時受單親母親虐待，並被關在衣櫃後遺棄在垃圾場，終被九重救出，認為他就是其「黑騎士」。
戰魂為「小紅帽」，以棉線、剪刀和針等紡織工具作戰，為殺掉志度女友的兇手，最後在與成為「血染的愛麗絲」的星的決戰中敗北，在被吊在半空時因不想被九重討厭而選擇自盡，並被是乃所殺。
久遠寺海（Mare Kuonji）
久遠寺家的四男，太陽的攣生弟弟，出身於俄羅斯。角色靈感來自「半斤八兩兄弟」的弟弟「八兩」。
患有性別認同障礙，留著長髮且時常身穿修女風格的服裝，性格自大傲慢，自尊心極強，擅長因地制宜，有在別人面前裝清純的習慣，戰魂使他獲得為水施高壓的能力，使其化為堅硬的刀刃或盾牌。
在俄羅斯被收養後因男扮女裝而被冷落，並被繼奶奶關在一房子內，更在太陽歸還親生母親留下的手袋時被成群比特犬咬傷，因此對在初到久遠寺家時錯認他為野狗的星懷恨在心，後在繼兄弟姐妹互相廝殺的茶會期間殺死厘流的男友，借此離間星和厘流，卻在研究所一戰中被星用計使其觸電燒傷，最終被其槍殺而死。
久遠寺太陽（Sol Kuonji）
久遠寺家的三男，海的攣生哥哥，溺愛自己的弟弟，性格開朗奔放，但實在上本性比海還要更扭曲。角色靈感來自「半斤八兩兄弟」的哥哥「半斤」。
在俄羅斯被收養後被選為繼承人，每天在繼奶奶的命令下學習知識和禮儀，但仍心心念念著被冷落的海，卻因在其被野狗咬傷一事見死不救而被記恨，來到久遠寺家後也被他想方設法地鏟除所有靠近自己的人。
戰魂的能力使他獲得操縱火的能力，在海死後託梅魯姆製造玩偶，並讓其靈魂附在玩偶身上，憑此誘使星前往久遠寺家的教堂，希望為海報仇後再自殺，後因星使用液態氮撲滅火焰而計劃失敗，並用原先便設置好的炸彈自殺，死前獲短暫復活的海釋懷。
久遠寺厘流（Miseru Kuonji）
久遠寺家的次女，喜好爬蟲類動物，平時以研究神秘學和製作毒藥為樂，個性善談，但厭惡自己的樣貌，出外時總會盛裝打扮，戰魂為「地獄的夜鶯」，為一用毒藥行兇的連環殺手。
親生父親為醫生，喜愛貌美的妻子卻反而冷落相貌平凡的女兒，在妻子因車禍受重傷時參加了久遠寺家的不死研究，將自己的患者變成實驗台，並最終被泄露，而他亦在妻子的維生裝置被拔除後自殺。
，在男友昴被殺後陷入低潮，在嘗試復活時得知其為鷲宮教團的間諜，接近她只為了升官發財的真相，在研究所一役中操縱屍體與星交戰，但與前男友伊歐相逢後認清自己的過去，並與他再度交往，後在與星的決鬥中與伊歐一起透過地下水脈逃出久遠寺家，藏匿在鷲宮教團內，並在故事的最後共結倫理。
久遠寺荊（Ibara Kuonji）
久遠寺家的長女，患有男性恐懼症，對繼母織雅極端服從，談吐舉止都有著古代的風格，穿著古時西方婦女的服裝。
其親生父親暴躁易怒，經常毆打妻女，更為了完成自己的拳擊手夢想而強迫女兒訓練，以代替因打拳而半身不遂的哥哥，而親生母親卻為了自保而許諾此事，也因如此認救出她的織雅為其「聖母瑪莉亞」。
戰魂使其擁有異於常人的怪力，特殊的血液能夠快速再生受傷的部位，以赤手空拳為武器，在目睹繼父細零的出軌行為，決心成為家主以保護織雅，後在與被「血染的愛麗絲」附身的星的決鬥中敗北，被其拔出心臟而亡，但又被梅魯姆復活，成為除本能行動的殺戮機器。
久遠寺梅魯姆（Melm Kuonji）
久遠寺的五男兼九兄弟姐妹中的么子，心智行為仍未成熟。角色靈感來自於睡鼠和三月兔。
實為織雅將戰魂寄宿在體內借腹而生的孩子，擁有神一般的能力，「梅魯姆」只為壓抑本性的存在，在與星的決鬥中將於死去的兄姐和五年前的茶會中死去的孩子復活，但最終敗北而亡。
九重（Kokonoe）
守護久遠寺家的三柱之一，身型健壯的白髮老人，月兔的保護者。
六道（Rikudo）
守護久遠寺家的三柱之一，個性輕佻但卻隱藏著認真一面的男性，「血染的愛麗絲」的訓練者。
三國（Mikuni）
守護久遠寺家的三柱中唯一的女性，有著三柱中最好的回復能力。

### 鷲宮教團
新興宗教，「成就奇蹟的世羽」和「預言的巫女公主玲士奈」，信徒有著名政治家與演員等，勢力延伸至其他領域，並在專利和土地開發與久遠寺家集團競爭。
久遠寺世羽（Johannes Kuonji）
久遠寺玲士奈（Regina Kuonji）
鷲宮教團的教主，兩人為前次久遠寺家主決定戰的參加者之一，但玲士奈途中重傷垂死時被織流唬弄而與世羽合二為一，並逃出久遠寺家成立鷲宮教團，女方在故事最後去世，逼使久遠寺家和鷲宮教團全面開戰。
伊歐·安托尼斯克（Io Antonescu）
鷲宮教團的打手，厘流的前男友，身材肥胖，卻有著與之成反比的敏捷動作。
在研究所一戰中為了見厘流而闖入久遠寺的領地，並受星所託與喪屍們對戰以拖延時間，在差點死亡之後獲厘流承認並與之再次交往，兩人之後結婚。

## 出版書籍
日版的《架刑的愛麗絲》已發行11本，但由東立出版社代理的台版在2018年10月1日出版第7卷後已不再更新，而英文版則由Yen Press代理發行。
| 卷數 | 講談社        | 講談社                 | 東立出版社    | 東立出版社             |
| 卷數 | 發售日期      | ISBN                   | 發售日期      | ISBN                   |
| ---- | ------------- | ---------------------- | ------------- | ---------------------- |
| 1    | 2014年6月6日  | ISBN 978-4-06-380702-8 | 2016年4月28日 | ISBN 978-986-382-215-8 |
| 2    | 2014年11月7日 | ISBN 978-4-06-380725-7 | 2016年6月23日 | ISBN 978-986-382-216-5 |
| 3    | 2015年5月7日  | ISBN 978-4-06-380765-3 | 2016年7月22日 | ISBN 978-986-431-516-1 |
| 4    | 2015年10月7日 | ISBN 978-4-06-380807-0 | 2017年3月2日  | ISBN 978-986-462-388-4 |
| 5    | 2016年3月7日  | ISBN 978-4-06-380838-4 | 2017年8月18日 | ISBN 978-986-470-247-3 |
| 6    | 2016年8月5日  | ISBN 978-4-06-380867-4 | 2018年9月7日  | ISBN 978-986-470-830-7 |
| 7    | 2017年1月6日  | ISBN 978-4-06-380898-8 | 2018年10月1日 | ISBN 978-986-482-695-7 |
| 8    | 2017年7月7日  | ISBN 978-4-06-380929-9 | 2023年3月17日 | ISBN 978-986-486-642-7 |
| 9    | 2017年11月7日 | ISBN 978-4-06-510469-9 |               |                        |
| 10   | 2018年6月7日  | ISBN 978-4-06-511736-1 |               |                        |
| 11   | 2018年10月5日 | ISBN 978-4-06-513323-1 |               |                        |

## 反應
Anime News Network的蕾貝卡·西爾弗曼（Rebecca Silverman）為《架刑的愛麗絲》第1卷單行本給予「B」的評價，她表示這類漫畫系列並不總是可以突圍而出，但如果再發行多一兩卷單行本，或許就有足夠的潛力走紅。她也讚揚由貴香織里的繪畫手法，並指出織雅絕對有能力成為「漫畫中最病態父母」的領頭羊，夫妻倆與星同場的畫面令人氣憤且不寒而慄，很容易便讓其成為第1卷單行本最出彩的部分。

## 外部連結
- 架刑的愛麗絲（漫畫）在動畫新聞網百科全書中的資料（英文）